# Master Control Program
Das MCP (Master Control Program) ist das proprietäre Betriebssystem der Burroughs Large Systems, einschließlich der Unisys-ClearPath/MCP-Systeme.
Ursprünglich 1961 in ESPOL geschrieben, wurde das Master Control Program in den 1970ern nach NEWP übersetzt – der zu ESPOL nachfolgenden Sprache.
Das MCP ist geschichtlich folgendermaßen wichtig: Es war das erste Betriebssystem, welches mehrere Prozessoren verwalten konnte, die erste kommerzielle Implementierung virtuellen Speichers enthielt und allein in einer höheren Programmiersprache (also beispielsweise ohne Assembler) geschrieben wurde.

## MCP im Film „Tron“
Im Spielfilm Tron, der die Innenwelt eines Computersystems mit lebenden Protagonisten bevölkert, die die Programme darstellen, ist ein MCP der despotische Herrscher dieser Computerwelt. Als oberste Kontrollsoftware ist es wahrscheinlich an das Burroughs-Produkt angelehnt. Im Film wird es durch einen menschlichen Programmierer, der in die Innenwelt des Computers gesogen wird, entmachtet, so dass wieder ein freierer Umgang ermöglicht wird.